# 우리 함께 뛰어들자
《우리 함께 뛰어들자》(我们一起闯)는 중국의 동영상 사이트 플랫폼 텐센트 비디오에서 주최한 보이 그룹 결성 프로젝트 서바이벌 프로그램 《창조영 2021》의 프로그램 주제 곡이다. 창조영 2021은 국제 보이 그룹을 목적으로 시작한 시즌이기 때문에 《Chuang To-gather go!》라는 《我们一起闯》영문 가사의 노래도 발매하였다.
3월 13일, 중국 소셜 미디어 네트워크 서비스와 유튜브 등에서 공식 뮤직비디오를 공개하였다. 7월 16일, 프로젝트 보이 그룹 INTO1의 1st EP 《INTO1's WONDERLAND》에 수록되어 발매되었다.